# Hebburn
Hebburn ist eine kleine Ortschaft am Südufer des Flusses Tyne in North East England und liegt zwischen Jarrow und Bill Quay. Hebburn hat 18.808 Einwohner.

## Geschichte
Es wird vermutet, dass der Name Hebburn sich aus den angelsächsischen Begriffen heah (hoch) und byrgen (Friedhof) herleitet – er könnte aber auch hochgelegener Platz am Wasser bedeuten. Erstmals erwähnt wird Hebburn im 8. Jahrhundert als Fischersiedlung, die durch einen Wikinger-Überfall niedergebrannt wurde. Eine regionale Überlieferung besagte bis vor kurzem, dass am Südufer des Tyne bei Hebburn ein Langschiff erhalten sei. Das bei Niedrigwasser sichtbare Objekt stellte sich 2007 jedoch als Überrest eines hölzernen Kohlenleichters heraus.
Im 14. Jahrhundert wurde das Land von einem Pele-Turm (Wachturm) beherrscht. Eine 1,4 m hohe Mauer ist hiervon bis heute bei der St. John’s Kirche erhalten. Die Hoheit über das Herrenhaus (Manor) von Hebburn wurde während des Mittelalters von mehreren Familien ausgeübt.

## Hebburn heute
Der örtliche Fußballverein ist der Hebburn Town F.C. Das Sportstadion Monkton Stadium ist außerdem Heimat des Sportvereins Jarrow and Hebburn AC. Überregional bekannte Läufer waren Brendan Foster, Steve Cram und David Sharpe.
Das Fallschirmspringerregiment 4. Para Reserves hat seine Basis in Hebburn.
Hebburn besitzt ein windkraftversorgtes Ökologiezentrum.

## Schiffbau

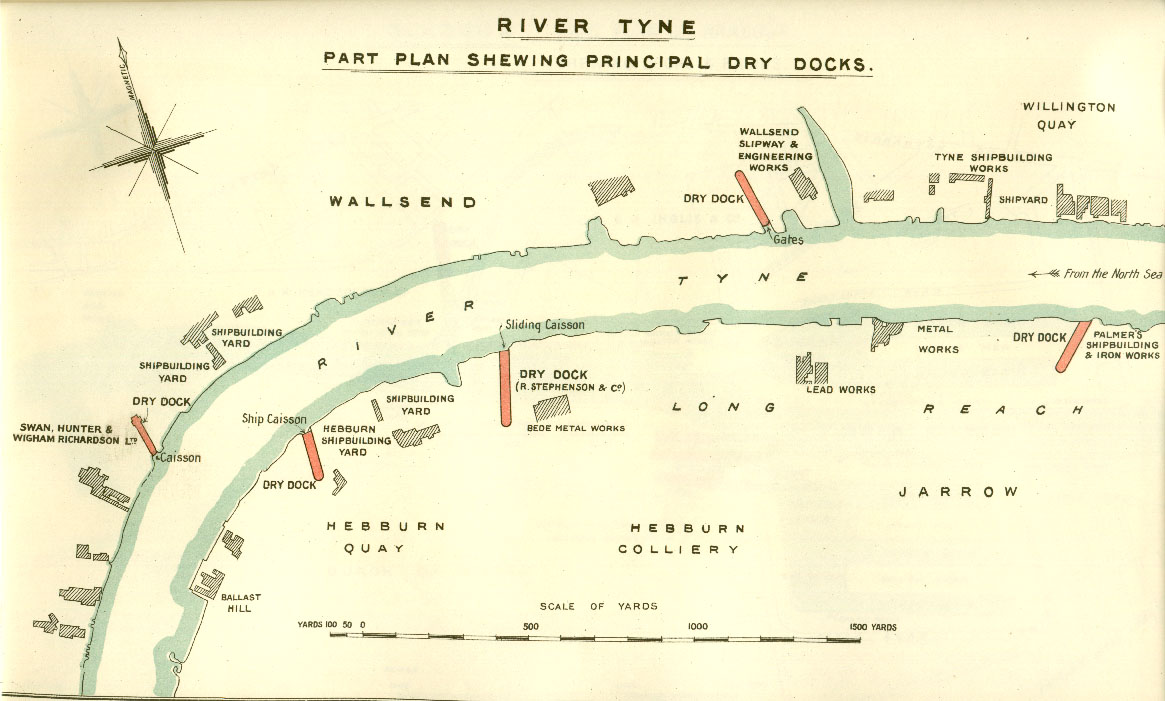
Lageplan von 1909 (Hebburn Shipbuilding Yard)

Hebburns wirtschaftlich bekanntestes Unternehmen war die 1870 aus dem Zusammenschluss der Werft A. Leslie and Company in Hebburn mit dem Lokomotivenhersteller R. and W. Hawthorn aus St. Peter’s in Newcastle upon Tyne hervorgegangene Werft Hawthorn, Leslie & Company. Eines der bekanntesten bei Hawthorn Leslie gebauten Schiffe war die 1938 vom Stapel gelassene und von Louis Mountbatten kommandierte Kelly. Die Hawthorn-Leslie-Stammwerft in Hebburn wurde 1982 geschlossen, und das Restunternehmen an Cammell Laird verkauft. Im Jahr 2001 wurde es an die A&P Group weiterveräußert, blieb aber seitdem ungenutzt. Das eigentliche Unternehmen blieb aber trotz des Verlusts des Schiffbaus bestehen und fokussierte sich auf das Telekommunikations-Geschäft. Im März 1993 kaufte Vodafone das Unternehmen und wandelte es zum Mobilfunkanbieter.

## Wissenswertes
- Humphry Davy entwickelte die Davy Lampe in Hebburn Hall und wendete diese am 9. Januar 1816 erstmals im Hebburner Kohlebergwerk an.
- Robert Saint, ein Grubenarbeiter aus Hebburn, komponierte 1934 nach dem Grubenunglück von Gresford das Lied Gresford, das als „Hymne der Bergleute“ gilt.[11]
- Eine Reihe von Szenen im 1971 entstandenen Film Jack rechnet ab (Originaltitel: Get Carter), wurden in Hebburn gedreht.
- Auch eine Verkehrsunfallszene des Films Stormy Monday, in dem Sting mitspielte, wurde auf der Eisenbahnbrücke in Luke’s Lane, Hebburn aufgenommen.

## Persönlichkeiten
- George Armstrong (1944–2000): Fußballspieler und -trainer
- Brendan Foster (* 1948): Leichtathlet
- Arthur Holmes (1890–1965): Geologe
- Chris Rigg  (* 2007): Fußballspieler